# Rhynchozoon
Rhynchozoon är ett släkte av mossdjur. Rhynchozoon ingår i familjen Phidoloporidae.
Släktet Rhynchozoon indelas i:
- Rhynchozoon abscondum
- Rhynchozoon adamanteus
- Rhynchozoon angulatum
- Rhynchozoon arborescens
- Rhynchozoon ardeolum
- Rhynchozoon attina
- Rhynchozoon beatulum
- Rhynchozoon bifurcum
- Rhynchozoon bispinosum
- Rhynchozoon celestinoi
- Rhynchozoon compactum
- Rhynchozoon complanatum
- Rhynchozoon corniculatum
- Rhynchozoon corniger
- Rhynchozoon crenulatum
- Rhynchozoon delicatulum
- Rhynchozoon detectum
- Rhynchozoon discus
- Rhynchozoon documentum
- Rhynchozoon ferocula
- Rhynchozoon fistulosum
- Rhynchozoon fulgidum
- Rhynchozoon glabrum
- Rhynchozoon globosum
- Rhynchozoon grandiporosum
- Rhynchozoon haha
- Rhynchozoon incallidum
- Rhynchozoon inclemens
- Rhynchozoon incomitatum
- Rhynchozoon incrassatum
- Rhynchozoon larreyi
- Rhynchozoon laterale
- Rhynchozoon ligulatum
- Rhynchozoon limatulum
- Rhynchozoon longirostris
- Rhynchozoon multiformatatum
- Rhynchozoon nasutum
- Rhynchozoon neapolitanum
- Rhynchozoon nudum
- Rhynchozoon obliquimandibulatum
- Rhynchozoon oscitans
- Rhynchozoon paa
- Rhynchozoon phrynoglossum
- Rhynchozoon profundum
- Rhynchozoon pseudodigitatum
- Rhynchozoon ptarmicum
- Rhynchozoon pustulans
- Rhynchozoon quadrispinatum
- Rhynchozoon rosae
- Rhynchozoon rostratum
- Rhynchozoon scopulorum
- Rhynchozoon solidum
- Rhynchozoon solitarium
- Rhynchozoon spicatum
- Rhynchozoon splendens
- Rhynchozoon stomachosum
- Rhynchozoon taoraensis
- Rhynchozoon triangulare
- Rhynchozoon tristelidion
- Rhynchozoon tuberosum
- Rhynchozoon tubulosum
- Rhynchozoon tumulosum
- Rhynchozoon verruculatum
- Rhynchozoon zealandicum